# Réflexivité (grammaire)
En syntaxe, la réflexivité est la propriété des constructions dans lesquelles le prédicat est un verbe d'action et le sujet, ainsi que le complément d'objet désignent la même entité,,,. Dans ce cas, le verbe en cause est dit réfléchi.
Certains grammairiens ne parlent de verbe réfléchi que dans le cas où le complément d'objet est direct,,, alors que pour d'autres, le complément peut aussi être d'objet indirect dit d'attribution,.
Une question controversée est si on peut ou non parler de voix (ou diathèse) réfléchie dans le cas du verbe de la construction dont la propriété est la réflexivité, au même titre que de voix active et de voix passive. Grevisse et Goosse 2007 mentionne que selon certains grammairiens il y a une voix réfléchie, mais pour d'autres, le verbe réfléchi ne représente qu'un cas particulier de la voix active.

## Expression de la réflexivité
La réflexivité est exprimée de plusieurs façons, en fonction de la langue donnée, principalement par des pronoms réfléchis ou des affixes.

### Dans les langues romanes
Les langues romanes ont en commun d'exprimer la réflexivité par ce qu'on appelle verbe pronominal, c'est-à-dire par le verbe qui a pour complément d'objet un pronom réfléchi de la série de ceux conjoints (atones), différent pour chaque personne.
En français, des exemples où le pronom réfléchi est objet direct sont Elle se lave soigneusement ou Ils se sont coupés en se rasant. Dans la phrase Elle se nuit, le complément est d'objet indirect. Le même verbe peut avoir en même temps un objet direct distinct, le pronom réfléchi COI étant, dans ce cas, objet second : Je me coupe une tranche de jambon.
En italien, les constructions sont essentiellement semblables à celles du français, sauf qu'à l'infinitif, le pronom réfléchi est attaché au verbe comme un suffixe. Exemples :
In genere i giovani italiani si vestono alla moda « En général, les jeunes italiens s'habillent à la mode » ;
Sono le 9.00. Dovete prepararvi ad uscire « Il est 9 h. Vous devez vous préparer à sortir » ;
Giulio si lava le mani « Giulio se lave les mains ».
En roumain, les formes des pronoms réfléchis COI sont différentes de celles des COD : Ion se spală « Ion se lave », Ion își cumpără țigări « Ion s'achète des cigarettes ».
Exemple en espagnol : Nos miramos poco en el espejo « Nous nous regardons peu dans la glace ».

### Dans les langues slaves
Les langues slaves utilisent, pour exprimer la réflexivité, des morphèmes de la même origine indo-européenne que le pronom réfléchi des langues romanes. La différence est qu'elles emploient une forme unique pour toutes les personnes et les deux nombres.
En BCMS, les pronoms réfléchis sont se (forme conjointe, atone) et sa forme disjointe, tonique, sebe. On utilise le plus souvent la forme atone, ex. Previše se hvališ « Tu te vantes trop », Pripremite se za putovanje « Préparez-vous pour le voyage », Upravo sam se počešljala « Je viens de me peigner ». On peut remplacer la forme atone par la forme tonique pour mettre la personne en relief : Previše sebe hvališ, Upravo sam sebe počešljala.
En russe, la forme disjointe du pronom réfléchi est себя sebia, et la forme conjointe est devenue un suffixe, -ся -sja, qu'on peut ajouter à toutes les formes modales, temporelles et personnelles des verbes. Exemples :
Он встал в шесть, быстро помылся, оделся и ушёл на работу On vstal v šest', bystro pomylsia, odelsia i ušiol na rabotu « Il s'est levé à six heures, s'est vite lavé, habillé et il est allé au travail ».
После аварии брат долго не мог одеваться без помощи, а теперь, год спустя, он сам себя одевает Posle avarii brat dolgo ne mog odevat'sia bez pomošči, a teper', god spustia, on sam sebia odevaet « Après l'accident, mon frère n'a pas pu s'habiller sans aide, mais maintenant, un an après, il s'habille tout seul ».

### En anglais
En anglais aussi, l'expression de la réflexivité recourt aux pronoms réfléchis, qui sont tous disjoints. Ils sont différents selon les personnes, les nombres et, pour la troisième personne du singulier, selon les genres aussi, étant des mots composés des pronoms my (1re pers. sg.), your (2e pers. sg. et pl.), him (3e pers. sg. masc.), her (3e pers. sg. fém.), it (3e pers. sg. neutre), our (1re pers. pl.) et them (3e pers. pl.), avec le mot self (pluriel selves) : I accidentally burned myself with the hairdryer « Je me suis brûlé(e) accidentellement avec le sèche-cheveux ».
Dans cette langue, il y a aussi des verbes qu'on peut employer sans pronom réfléchi, la réflexivité leur étant implicite : My father is shaving in the bathroom « Mon père se rase dans la salle de bains ».

### En hongrois
Un très petit nombre de verbes hongrois deviennent réfléchis par adjonction d'un suffixe à leur radical, suivi des suffixes marquant le mode, le temps et la personne. Il y deux suffixes réfléchis principaux, chacun avec des variantes pour assurer l'harmonie vocalique avec le radical :
- -kod(ik)/-ked(ik)/-köd(ik) : Anna megmosakodik « Anna se lave »[14], Anna fésülködik « Anna se peigne »[15] ;
- -koz(ik)/-kez(ik)/-köz(ik) : borotválkozom « je me rase », törülköznek « ils/elles s'essuient »[16].

La plupart des verbes deviennent réfléchis avec le pronom réfléchi disjoint ayant le radical mag- suivi de suffixes personnels pour chaque personne du singulier et du pluriel, suivis à leur tour de la désinence du cas accusatif, facultatif à la 1re et à la 2e personnes du singulier. Le pronom réfléchi peut être renforcé par le préfixe ön- ou par composition avec le mot saját « propre » : A fiúk látják magukat / önmagukat / sajátmagukat « Les garçons se voient ».